# Jo De Rijck
Jo De Rijck (Aalst, 9 augustus 1981) is een Belgisch cabaretier. Hij won in februari 2007 het Kleinzalig Cabaretfestival.

## Biografie
Jo De Rijck groeide op in het dorp Sint-Katherina-Lombeek. Al vanaf zijn derde levensjaar wist hij wat hij zou worden: clown. Hij is een veelzijdige artiest die professioneel cabaret, kindertheater, clownshows en straattheater brengt.
In 2007 won De Rijck het Kleinzalig Cabaret Festival. Volgens de jury was zijn optreden goed, "behalve het zingen, maar daar maakte hij zelfs een steengoede grap van!" Ook werd hij in 2007 uitgeroepen tot de op een na beste kinderentertainer van de Benelux en werd hij finalist bij het Deltion Cabaret Festival.
Het management van Jo De Rijck wordt in Nederland deels verzorgd door Impresariaat Kleinkunstig, in België door zijn echtgenote.

## De Rijck als dierentrainer
In 2017 verwierf De Rijck wereldwijde faam doordat hij met zijn kip Curry in een mentalismeact het duo Penn & Teller wist te verbazen in hun tv-show 'Penn & Teller: Fool Us'. Hij onderscheidde zich hierdoor van de andere drie deelnemers aan de episode.
Nadat kip Curry als opwarmertje een vogelveer in brand had doen schieten, liet De Rijck de kip diep in de ogen van presentatrice Alyson Hannigan kijken. De Amerikaanse presentatrice had, zonder dat De Rijck of de kip toekeek, haar droom op een A4-kaart geschreven: de gastvrouw worden van een expositie in ambachtskunsten. Op drie andere A4-kaarten had zij andere, valse dromen geschreven: naar Japan reizen, een kinderboek schrijven en een varken als huisdier nemen.
Hoewel De Rijck Hannigan had verzocht de kaarten in een willekeurige volgorde op te hangen, wist de kip feilloos de juiste droom eruit te halen. Na de act gaf De Rijck de vier A4-kaarten alle aan Penn & Teller opdat zij ze konden inspecteuren op geurstoffen, smaakstoffen etc.
De uitzending van de bewuste episode, waarin De Rijck en kip Curry deze act opvoerden, voorkwam, werd op 21 juli 2017 op de Amerikaanse televisie om 21 uur lokale tijd - Eastern Time Zone op het North Carolinaanse tv-station WCCB gebroadcast.
Eerder, in 2013, trad De Rijck met kip Curry op in Belgium's Got Talent en in Holland's Got Talent. In de Belgische talentenshow kreeg hij, ten gevolge van de act met kip Curry, de kans in de halve finale aan te treden. Daarin voerde De Rijck een mentalismeact met een goudvis op, wat de drie juryleden Karen, Ray en Rob weer positieve reacties ontlokte.

## Programma's
- 2007 - Ik ben een beest (cabaret)
- 2007 - Tijger ontsnapt (kindertheater)
- 2008 - It's all entertainment (cabaret)
- 2009 - El grande et ca femme (straattheater)
- 2010 - Dromen (cabaret en kindertheater)